# Jamiroquai
A Jamiroquai (a név a jam szó és az iroquai szó összetétele, ami az irokéz indián törzs nevére emlékeztet) egy Grammy-díjas angol acid jazz zenekar.
A Jamiroquai különösen az acid jazz-es időszakában, az 1990-es évek elején számított igazán kiemelkedő együttesnek, hasonlóan számos más formációhoz, mint az Incognito, a Brand New Heavies, a Galliano, és a Corduroy. Az együttes későbbi albumai során más zenei stílusok felé fordult, az acid jazzt egyre inkább felváltotta a funky.

## A formáció és történelem
Az együttes tagjai számos alkalommal cserélődtek, csak a magot képező személy, az énekes és zeneszerző Jay Kay maradt az eredeti felállásból mára. A korai időszakban stílusuk az acid jazz volt, majd az idő múlásával egyre inkább a jazz, funk, és a funky felé fordult érdeklődési körük.

## Felvételek
A Jamiroquai első szólóalbuma, "Emergency on Planet Earth" címmel, 1993-ban jelent meg az Acid Jazzes korszakban. Ezt követte az óriási siker, Kay 8 albumra szóló szerződést írt alá, a Sony BMG Music Entertainmentel. Az első Sony album, az Emergency on Planet Earth 1993-ban került a lemezboltokba. Ezt követte az 1994-es The Return of the Space Cowboy. A Space Cowboy nem csak elsöprő sikereket aratott a szórakozóhelyeken és a toplistákon, de hatalmas nyereséget hozott az együttesnek és támogatóinak.

## Lemezek

### Nagylemezek
- Emergency on Planet Earth
(1993. május 17.)
 #1 UK
- The Return of the Space Cowboy
(1994. október 17.)
 #2 UK
- Travelling Without Moving
(1996. szeptember 9.)
 #2 UK, #24 US
- Synkronized
(1999. június 14.)
#1 UK, #28 US
- A Funk Odyssey
(2001. szeptember 3.)
 #1 UK, #44 US
- Dynamite
(2005. június 20.)
#3 UK, #145 US
- Rock Dust Light Star
(2010. november 1.)
#7 UK, #- US
- Automaton
(2017. március 31.)
#5 DE, #6 AT, #2 CH, #4 UK, #94 US,

### Válogatás
- Late Night Tales: Jamiroquai 
(2003. november 10.)
- High Times: Singles 1992-2006
(2006. november 6.) 
#1 UK, #5 ITA, #4 JPN

### Vendégszereplés
Jazzmatazz, Vol. 2: The New Reality 
(1995. július 18.)

### DVD-k
- Live In Verona
(2002. november 11.)
 #7 UK
- High Times: Singles 1992-2006
(2006. november 6.)

### Kislemezek
| Év   | Kislemez                                                             | UK | USA | Album                                                                 |
| ---- | -------------------------------------------------------------------- | -- | --- | --------------------------------------------------------------------- |
| 1992 | When You Gonna Learn                                                 | 52 | -   | Emergency on Planet Earth                                             |
| 1993 | "Too Young to Die"                                                   | 10 | -   | Emergency on Planet Earth                                             |
| 1993 | "Blow Your Mind"                                                     | 12 | -   | Emergency on Planet Earth                                             |
| 1993 | "Emergency on Planet Earth (song)"                                   | 32 | 4   | Emergency on Planet Earth                                             |
| 1993 | When You Gonna Learn (re-release)                                    | 28 | -   | Emergency on Planet Earth                                             |
| 1994 | "Space Cowboy"                                                       | 17 | 1   | The Return of the Space Cowboy                                        |
| 1994 | "Half the Man"                                                       | 15 | -   | The Return of the Space Cowboy                                        |
| 1995 | "Stillness in Time"                                                  | 9  | -   | The Return of the Space Cowboy                                        |
| 1995 | "Light Years"                                                        | -  | 6   | The Return of the Space Cowboy                                        |
| 1995 | "The Kids"                                                           | -  | -   | The Return of the Space Cowboy                                        |
| 1995 | "Morning Glory" (promo)                                              | -  | -   | The Return of the Space Cowboy                                        |
| 1996 | "Do You Know Where You're Coming From" (M-Beat featuring Jamiroquai) | 12 | -   | Travelling Without Moving'' bonus track                               |
| 1996 | "Virtual Insanity"                                                   | 3  | 34  | Travelling Without Moving                                             |
| 1996 | "Cosmic Girl"                                                        | 6  | 7   | Travelling Without Moving                                             |
| 1997 | "Alright"                                                            | 6  | 7   | Travelling Without Moving                                             |
| 1997 | "High Times"                                                         | 20 | 9   | Travelling Without Moving                                             |
| 1998 | "Deeper Underground"                                                 | 1  | 22  | Godzilla soundtrack / Synkronized / A Funk Odyssey                    |
| 1999 | "Canned Heat"                                                        | 4  | 1   | Synkronized                                                           |
| 1999 | "Supersonic"                                                         | 22 | 1   | Synkronized                                                           |
| 1999 | "King for a Day"                                                     | 20 | -   | Synkronized                                                           |
| 2001 | "I'm in the Mood for Love" (with Jools Holland)                      | 29 | -   | -                                                                     |
| 2001 | "An Online Odyssey" (10,000 copy non-album promo)                    | -  | -   | outtake from ''Synkronized'', promoting the ''A Funk Odyssey'' album. |
| 2001 | "Little L"                                                           | 5  | 2   | A Funk Odyssey                                                        |
| 2001 | "You Give Me Something"                                              | 16 | 2   | A Funk Odyssey                                                        |
| 2002 | "Love Foolosophy"                                                    | 14 | -   | A Funk Odyssey                                                        |
| 2002 | "Corner of the Earth"                                                | 31 | -   | A Funk Odyssey                                                        |
| 2002 | "Main Vein"                                                          | -  | -   | A Funk Odyssey                                                        |
| 2005 | "Feels Just Like It Should"                                          | 8  | 1   | Dynamite                                                              |
| 2005 | "Seven Days in Sunny June"                                           | 14 | -   | Dynamite                                                              |
| 2005 | "(Don't) Give Hate a Chance"                                         | 27 | -   | Dynamite                                                              |
| 2005 | Hollywood Swingin (Kool & the Gang featuring Jamiroquai)             | -  | 5   | Kool & the Gang: Reloaded                                             |
| 2006 | "Runaway"                                                            | 18 | 1   | High Times: Singles 1992-2006                                         |
| 2010 | White Knuckle Ride                                                   |    |     | Rock Dust Light Star                                                  |
| 2010 | Blue Skies                                                           |    |     | Rock Dust Light Star                                                  |
| 2011 | Lifeline                                                             |    |     | Rock Dust Light Star                                                  |
| 2011 | Smile                                                                |    |     | Rock Dust Light Star                                                  |
| 2017 | Automaton                                                            |    |     | Automaton                                                             |
| 2017 | Cloud 9                                                              |    |     | Automaton                                                             |
| 2017 | Superfresh                                                           |    |     | Automaton                                                             |
| 2017 | Summer Girl                                                          |    |     | Automaton                                                             |
| 2018 | Nights Out in the Jungle                                             |    |     | Automaton                                                             |
| 2021 | Everbody’s Going to the Moon                                         |    |     | Nem jelent meg albumon                                                |

,

### Remix lemezek
- "Space Cowboy" (2006)
- "Deeper Underground" (2006)
- "Cosmic Girl" (2006)
- "Love Foolosophy" (2006)
- "Alright" (2007)

## A zenekar tagjai
- Jason Kay – Vocals (1992 – napjaink)
- Rob Harris – Guitar (2001 – napjaink)
- Derrick McKenzie – Drums (1994 – napjaink)
- Paul Turner – Bass (2004 – napjaink)
- Sola Akingbola – Percussion (1994 – napjaink)
- Matt Johnson – Keyboards (2002 – napjaink)
- Lorraine McIntosh – Backing Vocals
- Hazel Fernandez – Backing Vocals
- Sam Smith – Backing Vocals

### Korábbi tagok
- Toby Smith – Keyboards (1992-2002)
- Wallis Buchanan – Didgeridoo (1992-2001)
- Gavin Dodds – Guitar (1993-1994)
- Simon Katz – Guitar (1995-2000)
- Stuart Zender – Bass (1993-1998)
- Nick Fyffe – Bass (1998-2003)
- Nick Van Gelder – Drums (1993)
- Mauricio Ravalico – Percussions (1993-1994)
- Darren Galea aka DJ D-Zire – Turntables (1993-2001)
- Adrian Revell – Flute, Saxophone
- Winston Rollins – Trombone
- John Thirkell – Trumpet (1993-1998)
- Simon Carter – Keyboards (1999-2002)

### Hivatalos
- A zenekar hivatalos honlapja
- Official Myspace Page
- Jamiroquai  a  Last.fm-en
- live photographs of JK at Scala London

### Nem hivatalos
- Angol rajongói oldal
- Hírek az előadóról a Music.hu-n[halott link]
- Német rajongói oldal Archiválva 2007. június 28-i dátummal a Wayback Machine-ben
- Olasz rajongói oldal Archiválva 2005. december 28-i dátummal a Wayback Machine-ben
- Italian Myspace Fan Page
- Jamiroquai Biography (in Spanish)
- Jamitaly